# Blake Leeper

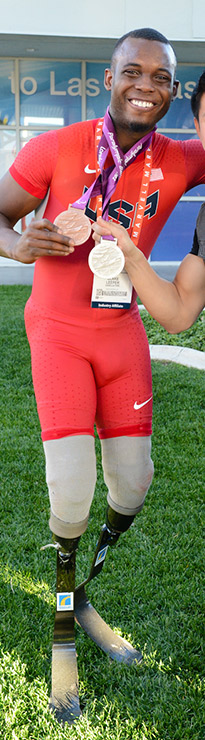
Blake Leeper

Blake Leeper (geb. 31. August 1989 in Tennessee) ist ein US-amerikanischer Leichtathlet. Er ist achtmaliger internationaler paralympischer Leichtathletik-Medaillengewinner, Weltrekordhalter und dreimaliger US-Rekordhalter. Er gilt als „schnellster Mann auf keinen Beinen“.

## Leben
Leeper kam ohne Unterschenkel zur Welt. Seit seinem neunten Lebensmonat nutzte Leeper Prothesen. In seiner Jugend wurde er beinahe zum Alkoholiker. Über sein Studium an der University of Tennessee entdeckte er als 19-Jähriger seine Leidenschaften für den Sprint – motiviert durch die Erfolge Oscar Pistorius’.
Bei den Paralympics 2012 in London gewann er Silber über 400 m und Bronze über 200 m.
Nach einem positiven Test auf Benzoylecgonin, einem Abbauprodukt von Kokain, im Jahr 2015, wurde er zunächst für zwei Jahre, letztlich ein Jahr gesperrt, was die Teilnahme an den Paralympischen Spielen in Rio de Janeiro verhinderte. Im Jahr 2019 lief Leeper bei den US-Meisterschaften die 400-Meter-Distanz in 44,38 Sekunden und erzielte damit einen Weltrekord auf Prothesen.
Für internationale Aufmerksamkeit sorgte Leeper 2020 mit dem Vorstoß, bei den Olympischen Spielen für Nichtbehinderte in Tokio antreten zu wollen statt zu den darauffolgenden Paralympischen Spielen. Er sagte dazu einmal: „Oft werden gehandicapte Menschen als weniger leistungsfähig angesehen, das ist nicht in Ordnung. Ich möchte versuchen, die Grenzen des Möglichen zu verschieben und Denkweisen zu ändern.“ Der Internationale Sportgerichtshof entschied gegen seine Teilnahme.
Bei den Para-Leichtathletik-Weltmeisterschaften 2023 gewann er Silber über 400 m.
Leeper lebt in Los Angeles.